# Путятино (Рязанская область)
Путятино — село в Рязанской области России, административный центр Путятинского муниципального района и Путятинского сельского поселения.
Население — 3199 чел. (2021).

## География
Село расположено в 120 км к юго-востоку от Рязани, на федеральной автомобильной дороге М-5 «Урал» М5.

## История
Село Путятино в начале XVI века было укреплённым поселением, в котором проживал ратный люд. Первое документальное упоминание села Путятина содержится в Рязанских платёжных книгах 1628-1629 годов. В конце XVI века владельцами села были бояре Степан Васильевич и Иван Васильевич Годуновы. После бояр Годуновых село Путятино принадлежало сыну знаменитого князя Дмитрия Михайловича Пожарского, а также Богдану и Якову Вышеславцевым.
В XIX веке село входило в состав Сапожковского уезда Рязанской губернии. В 1859 году население села составляло 3792 чел.
Первая школа была открыта в селе в 1844 г. В 1905-1909 годах была построена земская больница в Путятине. Очень быстро больница стала известна, как одна из самых лучших в уезде. 
В 1935 году село стало районным центром Путятинского района Московской области (с 1937 года — Рязанской). В 1963 году район был упразднён, вновь образован в 1977 году.

## Усадьба Путятино
Усадьба основана в последней четверти XVII века окольничим князем С.Р. Пожарским. В последней четверти XVIII века принадлежала вятскому губернатору генерал-майору и кавалеру С.Д. Жихареву (г/р 1734), женатому на А.Н. Давыдовой. Во второй половине XIX века гвардии полковнице Н.К. Аверкиевой. В 1910-х годах усадьбой и крахмалевым заводом при ней владели купцы братья Е.Я. и Б.Я. Чернышёвы.
Часть села в первой трети XVII века находилась в вотчине   Б.Н. и Я.Н. Вышеславцевых, во второй половине столетия усадьба принадлежала, очевидно, сыну последнего Ф.Я, Вышеславцеву. В последней четверти XVIII века надворному советнику М.А. Свищеву.
Сохранились: одноэтажный деревянный на каменном цоколе дом Чернышовых. Действующая церковь Покрова Богородицы 1681 года, возведённая, вероятно, князем С.Р. Пожарским, с перестройками конца XVIII века и 1821 года, старинные надгробия рядом с ней. В селе также находится приходские заброшенная Архангельская церковь начала XX века, построенная вместо прежней деревянной, сооружённой П.А. Смирновым и церковь Воскресения 1825 года (восстанавливается).

## Население
| 1859  | 1897  | 1906  | 1926  | 1939  | 1959  | 1979  |
| ----- | ----- | ----- | ----- | ----- | ----- | ----- |
| 3792  | ↗3866 | ↗4267 | ↘3766 | ↗3880 | ↘2426 | ↘2042 |
| 1989  | 2002  | 2010  | 2021  |       |       |       |
| ↗2389 | ↗3122 | ↘3047 | ↗3199 |       |       |       |